# Cantones de Costa Rica
Las siete provincias que conforman la República de Costa Rica están divididas en 84 cantones, la entidad subnacional de segundo nivel que presenta la división política del país. Los cantones a su vez están divididos en distritos, tercero y último de los niveles en que se divide el territorio costarricense.
Los cantones son la unidad administrativa más importante del país en el ámbito político, pues son los únicos en poseer gobiernos locales y al corresponder al concepto de municipio por mandato constitucional. 
La distribución por cantidad de cantones por provincia es la siguiente:
- San José: 20 cantones
- Alajuela: 16 cantones
- Cartago: 8 cantones
- Heredia: 10 cantones
- Guanacaste: 11 cantones
- Puntarenas: 13 cantones
- Limón: 6 cantones

Los cantones más poblados son: San José con 342.188 habitantes, Alajuela con 321. 872, Desamparados con 235.863, San Carlos con 194.207, Cartago 147.898, Pérez Zeledón con 143.117, Pococí con 142.171, Heredia con 123.616, Puntarenas con 115.019 y Goicoechea con 115.084. Los menos poblados son Turrubares (que agrupa menos del 0,3% de la población nacional), Alvarado (0,6%), Mora (0,7%), Atenas (0,8%) y Flores (0,9%). Tibás es el cantón más densamente poblado con 82.216 habitantes distribuidos en 8,15 km².

## Lista de cantones de Costa Rica
La lista completa de los cantones en los cuales se encuentra dividida Costa Rica puede verse en Anexo:Cantones de Costa Rica.

### Cantón de Río Cuarto
Tras el acuerdo legislativo que elevó el otrora distrito de Río Cuarto de Grecia al estatus de cantón, siendo el cantón N.° 82 del país. 
Él mismo eligió su primer gobierno local en las elecciones municipales del año 2020. Se encuentra dividido en 3 distritos y su cabecera es Río Cuarto.

### Cantones de Monteverde y Puerto Jiménez
El cantón de Monteverde creado en 2021, cómo el N.° 12 de Puntarenas y N.° 83 del país, y el cantón de Puerto Jiménez creado en 2022 cómo el N.° 13 de Puntarenas y N.° 84 del país, fueron los dos cantones en crearse durante el período legislativo de 2018 a 2022.  Sin embargo, debido a la Ley 6068 del 20 de julio de 1977, que congela la División Territorial Administrativa durante los catorce meses previos a las Elecciones Presidenciales y Legislativas, los cantones siguen funcionando nominalmente como distritos, ya que las Elecciones generales de 2022 se efectuaron en primera ronda en febrero de 2022 y segunda ronda en abril de 2022.  También, los cantones requieren de un gobierno local en la forma de una municipalidad, y las siguientes Elecciones Municipales para elegir este órgano se efectuarán hasta 2024, lo que instalarán la primera municipalidad de ambos cantones hasta el 1 de mayo de 2024.